# Гаккебуш Валерій Васильович
Валерій Васильович Гаккебуш (15 вересня 1912, Москва — 20 січня 1984, Київ) — український режисер, театрознавець.

## Біографія
Народився 15 вересня 1912 року у Москві. У 1934 році закінчив Харківський музично-драматичний інститут. Працював у театрах Харкова, Донецька, Чернівців, Києва.

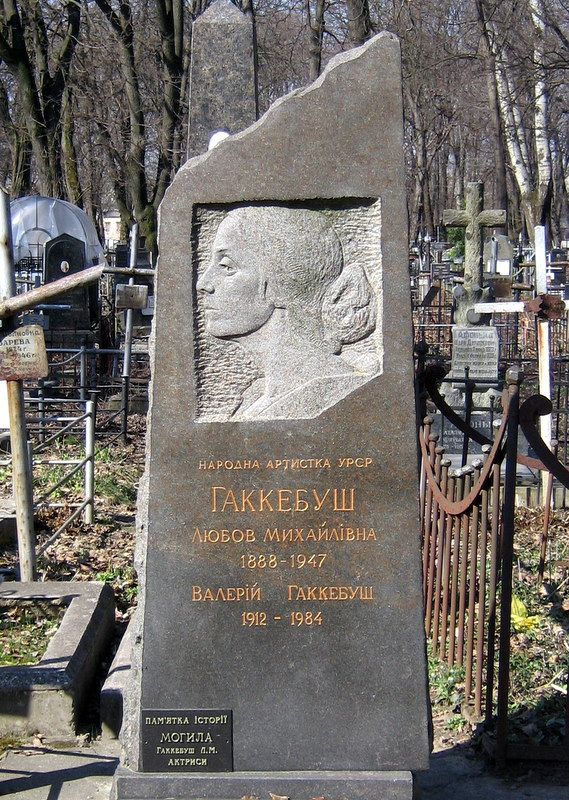
Могила Валерія Гаккебуша і його матері

Помер 20 січня 1984 року. Похований в Києві на Лук'янівському цвинтарі (ділянка № 20) поруч з матір'ю.

## Творчість
Автор ряду книг по театральному мистецтву («Зустрічі з зарубіжними театрами»; Київ, 1964 та інші).
Знявся у фільмах:
- «Два дні» (1927, гімназист);
- «Октябрюхов і Декабрюхов» (1928, білоемігранти з прапором).

## Родинні зв'язки
Син театральної актриси Любові Гаккебуш, племінник вченого-психіатра Валентина Гаккебуша, чоловік театральної художниці Катерини Юкельсон-Гаккебуш.